# Stefan Hallgren

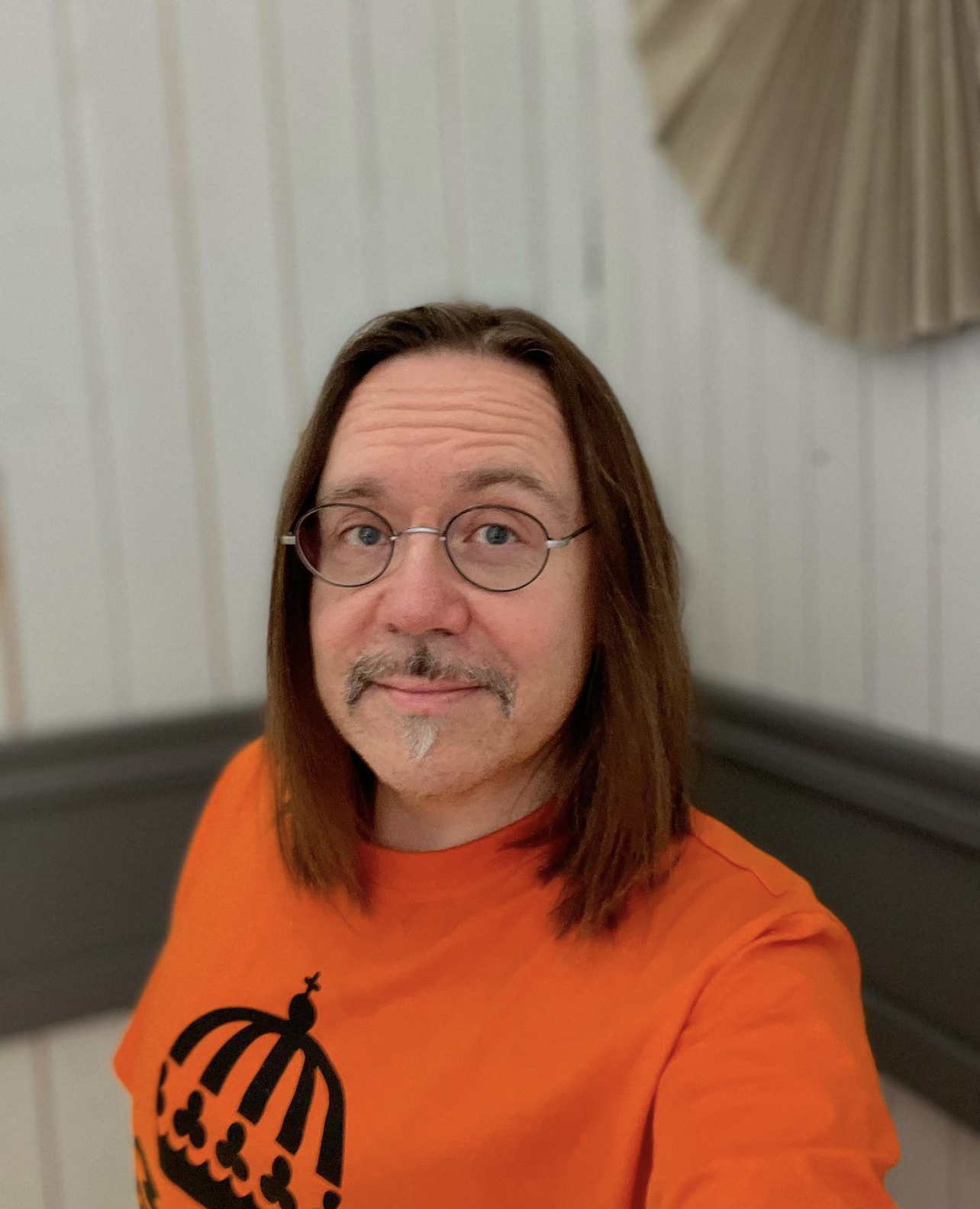
Stefan Hallgren 2023

Stefan Hallgren, född 23 maj 1968 i Sveg, är en svensk manager- och medieproducent inom TV, film och sociala medier. Han är son till musikern Åke Hallgren. 

## Biografi
Stefan Hallgren tillbringande åren 1987-1993 som turnerande heltidsmusiker tillsammans med barndomskamraten och pianisten Torgny ”Kingen” Karlsson. Efter att ha drabbats av tinnitus 1993 skolade Hallgren om sig till webbproducent och projektledde den digitala starten av Östersundsposten som Sveriges första lokaltidning på Internet i mitten av 1990-talet. År 1998 gick han vidare till att arbeta som produktchef på IT-bolaget Icon Medialab I Stockholm.
Åren 2003–2006 drev Hallgren Storsjöteatern i Östersund i privat regi och sålde sedan verksamheten. Åren 2006–2013 drev han ljudstudio- och mediebolaget Happy Minds  som producerade ljud- och röstskådespelare till dataspel som Bamse, Kalle Kunskap och Mumintrollen, samt musikförlaget och skivbolaget "Black Cat Songs" som gav ut bland annat titeln "Ride With Me" med  artisten Torgny "Kingen" Karlsson. 
År 2013 producerade han den semidokumentära filmen När Rocken kom till Sveg för SVT tillsammans med sin sambo Sol Vikström, som agerade fotograf och regissör. Paret producerade också en bok och en CD-skiva med samma titel, den sistnämnda tillsammans med Torgny "Kingen" Karlsson.
Hallgren startade 2016 ett Youtubenätverk samt management för större profiler i sociala medier, tillsammans med Patrik Frisk på bolaget Ninetone Group AB. Exempel på klienter genom åren är Ida Warg, Tommy Nilsson, Lisa Borg m.fl,  En av de mest namnkunniga klienterna i bolaget är Joakim Lundell.
Tillsammans med Joakim Lundell, har Hallgren även agerat medregissör på musikvideorna  (”My addiction”, ”Monster”), varit exekutiv producent för Joakim Lundells Youtubeserier ”Splash” och ”Puppetmaster” samt varit producent för säsong 1 av serien ”Lundellhuset” som sänts på streamingplattformen Discovery+. 2025 producerade Hallgren tillsammans med klienten Lisa Borg, serien "Borgs 24/7" för Viaplay , i rollen som Exekutiv producent.
År 2022 var Hallgren medproducent  för biofilmen ”FEED” som vann en Guldbagge för ”Publikens pris” i februari 2023.

## TV
- 2013 Producent: När Rocken kom till Sveg[17]
- 2021 Producent: Lundellhuset[18]. S1
- 2025 Exekutiv producent BORGS 24/7[19]

## Film
- 2011 Sound Editor/Mix MARIANNE[20]

- 2022 Medproducent: FEED[21]
- 2023 Medproducent: Canceled[22]

## Musikvideor
- 2017 Medregissör: My Addiction[23]
- 2017 Medregissör: Monster[24] - Joakim Lundell
- 2017 Producent/regissör: Bastukungen[25] - Markoolio

## Youtube
- 2020 Exekutiv producent:  Splash[26]
- 2021 Exekutiv producent: Puppetmaster[27]
- 2021 Exekutiv producent: Tinderdejterna som gick åt helvete[28]